# Haut représentant pour la politique étrangère et de sécurité commune
Le haut représentant pour la politique étrangère et de sécurité commune (aussi appelé « monsieur » ou « madame PESC ») était le principal coordinateur de la politique étrangère et de sécurité commune au sein de l'Union européenne depuis le traité d'Amsterdam en 1997.
La « PESC » est le deuxième pilier de l'Union européenne, selon l'architecture institutionnelle mise en place par le traité sur l'Union européenne de 1992 mais le poste n'est créé qu'en 1999 par le traité d'Amsterdam. Selon le traité, la fonction de haut représentant est liée à celle du secrétaire général du Conseil.
L'espagnol Javier Solana occupe ce double poste d'octobre 1999 à novembre 2009.
Le traité de Lisbonne, qui abolit le principe des piliers, modifie la fonction : elle est d'abord distinguée de celle du secrétaire général du Conseil de l'Union européenne puis elle est fusionnée à celle de commissaire européen aux relations extérieures.

## Fonctions
Le haut représentant collabore à l'élaboration, la préparation ainsi qu'à la mise en œuvre des décisions politiques. Si la présidence tournante le demande, il peut conduire les négociations et le dialogue avec les pays tiers.
Trois entités sont placées directement sous son autorité :
- l'unité de planification de la politique et d’alerte rapide (UPPAR) ou Unité politique (UP) ;
- l'état-major de l'Union européenne (EMUE) ;
- et le centre de situation conjoint de l'UE (SitCen), (environ 100 personnes recoupant les informations des divers services de renseignement de l'UE[2].

## Histoire

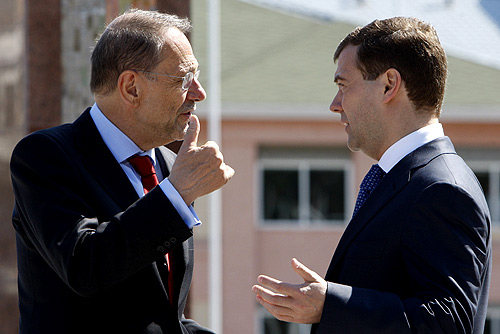
Javier Solana et le président russe Dmitry Medvedev en 2008.

Le traité d'Amsterdam introduit le poste de haut représentant pour la Politique étrangère et de sécurité commune pour représenter l'UE au niveau international. Il est décidé que le secrétaire général du Conseil de l'Union européenne serait ce haut représentant. C'est ainsi que le secrétaire général du Conseil lors de l'entrée en vigueur du traité, Jürgen Trumpf, devient le premier haut représentant bien qu'il n'ait servi que quelques mois.
Le premier haut représentant permanent est Javier Solana, l'ancien secrétaire général de l'OTAN. Il est nommé le 4 juillet 1999, lors du Conseil européen de Cologne, secrétaire général du Conseil et haut représentant. Il prend ses fonctions le 18 octobre 1999, peu après avoir quitté l'OTAN. Le poste a un budget de 40 million d'euros, dont la plupart sont destinés aux opérations dans les Balkans.
Pendant son mandat, le poste s'étend et d'autres fonctions viennent se combiner à celle de haut représentant. Dès le 25 novembre 1999 il est nommé secrétaire général de l'Union de l'Europe occidentale (UEO), surveillant ainsi le transfert de responsabilité de cette organisation vers la PESC. En 2004, son mandat de 5 ans est renouvelé. Il devient aussi le président de l'Agence européenne de défense.
En décembre 2003, Solana réalise la stratégie européenne de sécurité qui établit les priorités et identifie les principales menaces de la sécurité pour l'UE, dont le terrorisme. Le 25 mars 2004, Solana désigne Gijs de Vries comme le coordinateur de l'anti-terrorisme pour la PESC et souligne que sa tâche est de rationaliser, organiser et coordonner le combat de l'UE contre le terrorisme.
Il négocie de nombreux traités d'association entre l'Union européenne et plusieurs pays du Moyen-Orient et d'Amérique latine, dont la Bolivie et la Colombie. Solana joue un rôle pivot dans l'unification des restes de l'ancienne fédération yougoslave. Il propose que le Monténégro forme une union avec la Serbie au lieu d'avoir sa pleine indépendance en considérant que celle-ci entrainerait un effet domino sur les désirs indépendantistes du Kosovo et Vojvodina à cette période. Les médias locaux nomment sarcastiquement le nouveau pays « Solania ».
Le 21 janvier 2002 Solana déclare que les détenus du camp de Guantánamo doivent être traités comme des prisonniers de guerre sous la convention de Genève. L'UE précise que cela permettrait d'éviter une autre guerre comme celle de l'invasion de l'Irak et favoriserait la négociation. Solana déclare que l'un des moments les plus difficiles de son travail fut le désaccord entre le Royaume-Uni et la France, les deux membres permanents européens du Conseil de Sécurité, au sujet de cette guerre.
La lettre de Vilnius, une déclaration de soutien des pays de l'Europe de l'est aux objectifs américains de changements de régime en Irak, et la lettre des huit, une déclaration similaire du Royaume-Uni, de l'Italie et de six autres pays, sont généralement perçues comme les points les plus bas du fonctionnement de la PESC.
Solana opère comme un diplomate calme et se retrouve souvent dans les négociations, il permet notamment de faire suivre des missions qui étaient considérées comme impossibles à réaliser.
Solana joue un rôle important dans l'élaboration d'une résolution pour le conflit israélo-palestinien et est l'un des architectes principaux de la « Feuille de route pour la paix » au côté de l'ONU, de la Russie, et des États-Unis dans le Quartet pour le Moyen-Orient. Le 22 juillet 2004, il rencontre Ariel Sharon en Israël. Ce dernier avait originellement refusé de rencontrer Javier Solana, mais il accepte que l'Union soit impliquée dans la feuille de route. Il critique l'obstruction israélienne aux élections présidentielles palestiniennes du 9 janvier 2005, mais rencontre Ariel Sharon le 13 janvier de cette même année.
En novembre 2004 il assiste le Royaume-Uni, la France et l'Allemagne dans les négociations visant à geler l'enrichissement de matière nucléaire en Iran.
Le même mois, il est impliqué dans la médiation entre les deux candidats au poste présidentiel lors des événements post-électoraux en Ukraine et le 21 janvier 2005 il invite le nouveau président ukrainien Viktor Iouchtchenko à discuter d'une future adhésion à l'UE.

## Titulaires du poste
| Haut-Représentant | État      | Parti                               | Mandat          | Mandat            | Notes                               | Photo |
| --- | --------- | ----------------------------------- | --------------- | ----------------- | ----------------------------------- | ----- |
| Jürgen Trumpf | Allemagne | Diplomate indépendant               | 1er mai 1999    | 18 octobre 1999   |                                     |       |
| Javier Solana | Espagne   | Européen: Socialiste National: PSOE | 18 octobre 1999 | 1er décembre 2009 | Aussi Secrétaire général du Conseil |       |
| Poste modifié, après le 1er décembre 2009, voir haut représentant de l'Union pour les affaires étrangères et la politique de sécurité. |           |                                     |                 |                   |                                     |       |